# PZL.37 Łoś
A PZL.37 Łoś a lengyel Állami Repülőgépgyárakban (PZL) az 1930-as évek második felében gyártott kétmotoros közepes bombázó. Lamináris szárnyának köszönhetően a második világháború előtti időszak egyik legmodernebb bombázója volt.

## Története
Tervezése az 1934-ben kezdődött a PZL mieleci üzemében, Jerzy Dąbrowski vezetésével. A lamináris szárny tervezése Franciszek Misztal irányításával folyt. Az első, hagyományos vezérsíkokkal felszerelt PZL.37/I jelű prototípus 1936. júniusában repült először. Az apróbb módosítások (javított futómű és üzemanyag-rendszer) után elkészült, osztott függőleges vezérsíkkal ellátott második, PZL.37/II jelű prototípus első felszállására 1936 decemberében került sor. A második prototípust sorozatgyártásra alkalmasnak nyilvánították, így 1938-ban elkészült egy tíz darabos sorozat, melynek PZL.37A típusjelű gépeit azonban a második prototípustól eltérően hagyományos vezérsíkokkal láttak el. Az ezt követő 19 sorozatgyártású gép viszont már osztott függőleges vezérsíkkal készült és a PZL.37A bis jelzést kapott. Az összes A-sorozatú gépbe a Lengyelországban licenc alapján gyártott Bristol Pegasus XII B csillagmotorokat építették, főfutóik egykerekesek voltak.
A bombázó következő változata a PZL.37B volt, melybe az erősebb Bristol Pegasus XX csillagmotorokat építették be.

## Műszaki adatai (PZL.37B Łoś)

### Tömeg- és méretadatok
- Fesztáv: 17,93 m
- Hossz: 12,92 m
- Szárnyfelület: 53,5 m²
- Magasság: 5,1 m
- Üres tömeg: 4935 kg
- Legnagyobb felszállótömeg: 9105 kg

### Motorok
- Motor típusa: Bristol Pegasus XX kilenchengeres csillagmotor
- Motorok száma: 2 db
- Maximális teljesítmény: 685 kW (918 LE)

### Repülési adatok
- Maximális sebesség: 412 km/h
- Leszálló sebesség: 120 km/h
- Szolgálati csúcsmagasság: 7000 m
- Emelkedőképesség: 4,7 m/s (282 m/perc)
- Hatótávolság: 1500 km